# 埃爾馬 (愛荷華州)
埃爾馬（英語：Elma）是一個位於美國愛荷華州霍華德縣的城市。

## 地理
埃爾馬的座標為43°14′44″N 92°26′19″W / 43.24556°N 92.43861°W，而該地的平均海拔高度為363米（即1191英尺）。

## 人口
根據2010年美國人口普查的數據，埃爾馬的面積為3.34平方千米，當中陸地面積為3.34平方千米，而水域面積為0.00平方千米。當地共有人口546人，而人口密度為每平方千米163人。